# Fandango (azienda)
Fandango è una casa di produzione e distribuzione cinematografica, una casa editrice e una casa discografica italiana fondata nel 1989 da Domenico Procacci.
Il nome è ispirato all'omonimo film di Kevin Reynolds, con Kevin Costner.
L'azienda inizia come produzione cinematografica e si estende nel corso degli anni a editoria (1998), musica (2001), TV in rete, radio in rete, distribuzione cinematografica (2000), gestione caffè letterari e sale cinema.

## Storia
Il primo film, La stazione, è presentato alla Mostra del cinema di Venezia, ottiene il David di Donatello per il miglior regista esordiente e Nastro d'argento al miglior regista esordiente. Nel 1992 prima produzione cinematografica internazionale, con Bad Boy Bubby di Rolf de Heer. La cui collaborazione portò nel 2002 all'apertura di una sede australiana della Fandango. Nel 1998 sono prodotti due film di registi esordienti: Radiofreccia di Luciano Ligabue, e Ecco fatto di Gabriele Muccino.
Nel 2000 viene creata la Fandango Distribuzione, il cui primo prodotto è Il partigiano Johnny di Guido Chiesa, a cui segue nel 2001, L'ultimo bacio di Gabriele Muccino. Lo stesso anno cui viene fondata l'etichetta discografica RadioFandango, inizialmente per pubblicare le colonne sonore dei film prodotti, dal 2005 casa discografica a tutti gli effetti. Verso la fine del 2002 viene creato il Laboratorio Fandango, si tratta a tutti gli effetti di una scuola di cinema articolata in un corso di regia e uno di produzione, il laboratorio è fin dall'inizio gratuito e sarà accessibile ad un massimo di 12 alunni.
La Fandango possiede una propria sala cinematografica, il Politecnico, storico cinecircolo del quartiere Flaminio di Roma, e un luogo di incontro e promozione, il Caffè Fandango. Il logo animato che apre i film prodotti e distribuiti dalla Fandango è stato realizzato da Gianluigi Toccafondo.

## Produzioni e distribuzioni cinematografiche

### Lungometraggi
- La stazione, regia di Sergio Rubini (1990)
- Bad Boy Bubby, regia di Rolf de Heer (1993)
- La corsa dell'innocente, regia di Carlo Carlei (1993)
- Il soldato molto semplice Ivan Chonkin (Zivot a neobycejna dobrodruzstvi vojaka Ivana Conkina), regia di Jiří Menzel (1994)
- Come due coccodrilli, regia di Giacomo Campiotti (1994)
- Il cielo è sempre più blu, regia di Antonello Grimaldi (1995)
- La stanza di Cloe (The Quiet Room), regia di Rolf de Heer (1996)
- Le mani forti, regia di Franco Bernini (1997)
- Epsilon, regia di Rolf de Heer (1997)
- La patinoire, regia di Jean-Philippe Toussaint (1998)
- Ecco fatto, regia di Gabriele Muccino (1998)
- Radiofreccia, regia di Luciano Ligabue (1998)
- Una vita alla rovescia (Le monde à l'envers), regia di Rolando Colla (1998)
- La stanza dello scirocco, regia di Maurizio Sciarra (1998)
- Come te nessuno mai, regia di Gabriele Muccino (1999)
- Zona di guerra, regia di Tim Roth (1999)
- Scusi, dov'è il Nord Est?, regia di Stefano Missio (2000)
- Lupo mannaro, regia di Antonio Tibaldi (2000)
- La maschera di scimmia, regia di Samantha Lang (2000)
- Il partigiano Johnny, regia di Guido Chiesa (2000)
- Samsara, regia di Pan Nalin (2001)
- E morì con un felafel in mano, regia di Richard Lowenstein (2001)
- Dust, regia di Milčo Mančevski (2001)
- Che faresti per amore?, regia di Carlos Saura Medrano (2001)
- Tmavomodrý svet, regia di Jan Svěrák (2001)
- L'ultimo bacio, regia di Gabriele Muccino (2001)
- Velocità massima, regia di Daniele Vicari (2002)
- L'imbalsamatore, regia di Matteo Garrone (2002)
- Respiro, regia di Emanuele Crialese (2002)
- Tre per sempre, regia di Franco di Chiera (2002)
- Liberi, regia di Gianluca Maria Tavarelli (2003)
- Segreti di Stato, regia di Paolo Benvenuti (2003)
- Ora o mai più, regia di Lucio Pellegrini (2003)
- B.B. e il cormorano, regia di Edoardo Gabbriellini (2003)
- Ricordati di me, regia di Gabriele Muccino (2003)
- Jagoda: Fragole al supermarket, regia di Dusan Milic (2003)
- Ogni volta che te ne vai, regia di Davide Cocchi (2004)
- Eros, regia di Michelangelo Antonioni, Steven Soderbergh, Wong Kar-wai (2004)
- Lavorare con lentezza, regia di Guido Chiesa (2004)
- Nemmeno il destino, regia di Daniele Gaglianone (2004)
- Le conseguenze dell'amore, regia di Paolo Sorrentino (2004)
- Primo amore, regia di Matteo Garrone (2004)
- Manoorè, regia di Maria Daria Menozzi (2005)
- Texas, regia di Fausto Paravidino (2005)
- La guerra di Mario, regia di Antonio Capuano (2005)
- L'orizzonte degli eventi, regia di Daniele Vicari (2005)
- Tickets, regia di Ermanno Olmi, Abbas Kiarostami, Ken Loach (2005)
- Fascisti su Marte, regia di Corrado Guzzanti, Igor Skofic (2006)
- L'amico di famiglia, regia di Paolo Sorrentino (2006)
- 10 canoe, regia di Rolf de Heer, Peter Djigirr (2006)
- La terra, regia di Sergio Rubini (2006)
- Lascia perdere, Johnny!, regia di Fabrizio Bentivoglio (2007)
- La giusta distanza, regia di Carlo Mazzacurati (2007)
- Seta, regia di François Girard (2007)
- Le ragioni dell'aragosta, regia di Sabina Guzzanti (2007)
- Il passato è una terra straniera, regia di Daniele Vicari (2008)
- Un giorno perfetto, regia di Ferzan Özpetek (2008)
- Lezione ventuno, regia di Alessandro Baricco (2008)
- Gomorra, regia di Matteo Garrone (2008)
- Caos calmo, regia di Antonello Grimaldi (2008)
- Lo spazio bianco, regia di Francesca Comencini (2009)
- Cosmonauta, regia di Susanna Nicchiarelli (2009)
- La versione di Barney, regia di Richard J. Lewis (2010)
- La passione, regia di Carlo Mazzacurati (2010)
- Mine vaganti, regia di Ferzan Özpetek (2010)
- The Horde, regia di Yannick Dahane Benjamin Rocher (2010)
- Baciami ancora, regia di Gabriele Muccino (2010)
- Gli sfiorati, regia di Matteo Rovere (2011)
- Habemus Papam, regia di Nanni Moretti (2011)
- La vita facile, regia di Lucio Pellegrini (2011)
- Qualunquemente, regia di Giulio Manfredonia (2011)
- L'ultimo terrestre, regia di Alfonso Pacinotti (2011)
- Magnifica presenza, regia di Ferzan Özpetek (2012)
- Diaz - Don't Clean Up This Blood, regia di Daniele Vicari (2012)
- Reality, regia di Matteo Garrone (2012)
- Smetto quando voglio, regia di Sydney Sibilia (2014)
- Veloce come il vento, regia di Matteo Rovere (2016)
- Era d'estate, regia di Fiorella Infascelli (2016)
- Smetto quando voglio - Masterclass, regia di Sydney Sibilia (2017)
- Made in Italy, regia di Luciano Ligabue (2018)
- Contromano, regia di Antonio Albanese (2018)
- La profezia dell'armadillo, regia di Emanuele Scaringi (2018)
- Bangla, regia di Phaim Bhuiyan (2019)
- Il grande spirito, regia di Sergio Rubini (2019)
- I predatori, regia di Pietro Castellitto (2020)
- Il giorno e la notte, regia di Daniele Vicari (2021)
- Tre piani, regia di Nanni Moretti (2021)
- La mia ombra è tua, regia di Eugenio Cappuccio (2022)
- I Pionieri, regia di Luca Scivoletto (2022)
- Il sol dell’avvenire, regia di Nanni Moretti (2023)
- Una sterminata domenica, regia di Alain Parroni (2023)
- Come pecore in mezzo ai lupi, regia di Lyda Patitucci (2023)
- La guerra del Tiburtino III, regia di Luca Gualano (2023)
- Te l'avevo detto, regia di Ginevra Elkann (2024)
- Volare, regia di Margherita Buy (2024)
- Quasi a casa, regia di Carolina Pavone (2024)
- La storia del Frank e della Nina, regia di Paola Randi (2024)
- L’isola degli idealisti, regia di Elisabetta Sgarbi (2024)

### Serie televisive
- Gomorra - La Serie – serie TV (2014-2021)
- L'amica geniale – serie TV (2018-2024)
- L'Alligatore – serie TV (2020)
- Luna nera – serie TV (2020)
- Bangla – serie TV (2022)
- La vita bugiarda degli adulti – serie TV (2023)
- Fuochi d'artificio – serie TV (2025)

### Documentari
- Chiusura, regia di Alessandro Rossetto (2001)
- Super 8 Stories, regia di Emir Kusturica (2001)
- Fernanda Pivano: A Farewell to Beat, regia di Luca Facchini (2001)
- Fughe da fermo, regia di Edoardo Nesi (2001)
- Roma A.D. 000, regia di Paolo Pisanelli (2001)
- Chi non rischia non beve champagne, regia di Enrica Colusso (2002)
- Alice è in paradiso, regia di Guido Chiesa (2002)
- Sono stati loro - 48 ore a Novi Ligure, regia di Guido Chiesa (2003)
- A scuola, regia di Leonardo di Costanzo (2003)
- L'esplosione, regia di Giovanni Piperno (2003)
- I dischi del sole, regia di Luca Pastore (2004)
- I for India, regia di Sandhya Suri (2005)
- Tre donne in Europa, regia di Corso Salani (2005)
- Parole sante, regia di Ascanio Celestini (2007)
- Drunken Sailor, regia di Sergey Bodrov (2007)
- In Prison My Whole Life, regia di Marc Evans (2007)
- Gomorra, cinque storie brevi, regia di Melania Cacucci (2008)
- Umberto Eco - La biblioteca del mondo, regia di Davide Ferrario (2022)

### Cortometraggi
- Provini per un massacro, regia di Guido Chiesa (2000)
- Essere morti o essere vivi è la stessa cosa, regia di Gianluigi Toccafondo (2000)
- Un'isola nell'isola: retroscena dal set di respiro, regia di Angelo Loy (2002)
- La piccola Russia, regia di Gianluigi Toccafondo (2003)
- Karma, regia di Claudio Sorace (2005)
- La fondue, regia di Vincenzo Caiazzo (2005)
- Mai dove dovremmo essere, regia di Davide Minnella (2005)
- Treni strettamente riservati, regia di Emanuele Scaringi (2008)

## Editoria
Nel 1998 la Fandango fonda la casa editrice "Fandango Libri", che pubblica fumetti, narrativa, saggistica, poesia e teatro; rinnovata con un nuovo assetto societario nel 2005. Pubblica sia autori già noti, come Andrea Pazienza e Matteo B. Bianchi, che scrittori emergenti come Giacomo Cardaci, Jonathan Bazzi e Maurizio De Giovanni. Dal 2008 la direzione editoriale è stata affidata allo scrittore ed editor Mario Desiati.
Ha acquistato la casa editrice Playground fondata da Andrea Bergamini, che ne era direttore editoriale, e che resterà alla guida della casa editrice e socio insieme a Domenico Procacci. Playground si occupa esclusivamente di narrativa, inclusa quella popolare con la collana "High School" e narrativa per ragazzi.
Ha inoltre rilevato, nel corso del 2009, la casa editrice di fumetti Coconino Press, fondata da Igort, che pubblica opere del fumetto mondiale.
Nel febbraio 2011 Fandango rileva la casa editrice Alet, e tramite essa la casa editrice BeccoGiallo, che diventa "BeccoGiallo Alet" con sede a Padova, che ripropone classici del passato.
La Fandango ha acquisito nel 2012 Orecchio Acerbo, studio grafico e casa editrice di libri e fumetti, fondata e diretta da Fausta Orecchio e Simone Tonucci che ne hanno curato anche l'aspetto grafico, nata a Roma nel dicembre 2001.
Il nuovo gruppo, rinominato "Fandango Editore", è stato diretto da Edoardo Nesi, vincitore del Premio Strega nel 2011 e imprenditore, socio della casa editrice dal 2005. Ma Nesi, in vista dell'impegno parlamentare in arrivo, lasciò l'incarico nel 2013 e, pochi mesi dopo, comunicò le proprie dimissioni anche Mario Desiati. La direzione editoriale è attualmente in carico a Tiziana Triana, già editor interna di Fandango Libri.